# امیرجان دولتزی
امیرجان دولتزی (زاده ۱۳۴۰ ولسوالی چپرهار - ولایت ننگرهار) سیاستمدار افغانستانی و نماینده مردم ولایت ننگرهار در دوره شانزدهم مجلس نمایندگان است. وی در مجلس شانزدهم نمایندگان افغانستان عضو کمیسیون عرایض و سمع شکایات می‌باشد.

## زندگی‌نامه
امیرجان دولتزی زاده ۱۳۴۰ از ولسوالی چپرهار ولایت ننگرهار است. وی تحصیلات متوسطه خود را در لیسه/دبیرستان ابن سینا در سال ۱۳۸۴ به اتمام رسانید. وی بیشتر در امور تجاری فعالیت داشت و در دوران جنگ‌های داخلی عضو حزب اسلامی افغانستان به رهبری یونس خالص بود.

## دیگر فعالیت‌ها
دیگر فعالیت‌های وی:
- فعالیت تجاری